# Вашконселуш, Каролина Михаэлиш де
Кароли́на Вильге́льма Михаэлиш де Вашконсе́луш (порт. Carolina Michaëlis de Vasconcelos, 15 марта 1851, Берлин, Германия — 22 октября 1925, Порту, Португалия) — португальская филолог-романист немецкого происхождения конца XIX века и первой четверти XX века, специализировалась в различных областях португалистики, в частности в исследованиях португальской литературы Средних веков и Возрождения. Профессор Коимбрского университета с 1911 года, где стала первой женщиной, преподававшей в университете Португалии. Избрана членом Лиссабонской академии наук в 1912 году. Автор первого критического издания «Песенника Ажуда» на галисийско-португальском языке. Литературный критик, писательница и лексикограф. Внесла важный вклад в развитие культурного диалога, будучи проводником между португальской и немецкой культурой.

## Передача фамилий
Как в Энциклопедическом словаре Брокгауза и Ефрона, так и в первом издании Большой советской энциклопедии приведено дореформенное написание фамилии Vasconcellos — «Васконселлос» и «Васконселлуш», что в соответствии с современной орфографией и европейским произношением португальского языка даёт вариант «Вашконселуш». Девичья фамилия нем. Michaëlis не произносится как «Мишаэлиш», так как является иностранным заимствованием португальского языка. При передаче на русский язык имеются три компромиссных варианта: «Михаэлис», «Михаелис», «Микаэлиш», поскольку при передаче с немецкого языка сочетание «ch» соответствует русской графеме «х» — «Михаэлис». Расхождения при передаче фамилий исследовательницы встречаются и у авторитетных отечественных романистов: у О. К. Васильевой-Шведе — К. Микаэлис де Вашконселлуш, у В. Ф. Шишмарёва — К. Михаэлис де Васконселуш и К. Михаэлис де Вашконселуш.
В энциклопедическом справочнике Portugal при наименовании статьи на первом месте проставлена последняя фамилия — не девичья фамилия Михаэлис, а фамилия мужа Вашконселуш.

## Биография
Отец Каролины, Густав Михаэлис (1813—1895), был преподавателем математики, изучал историю письменности, орфографии и стенографию. В 1851 году преподавал в Берлинском университете и возглавлял Тахеографический отдел парламента Пруссии. Мать, Луиза Лобек (Luise Lobeck, 1809—1863), происходила из Штеттина, где вышла замуж в 1838 году. В семье было 8 детей, самой младшей из них была Каролина.
С 7 до 16 лет обучалась в Высшей муниципальной женской школе Берлина. В середине XIX века в Германии женщины не допускались к обучению в университетах, поэтому Каролина получала образование на дому, изучая классическую древнегреческую и римскую литературу, славянские, семитские и романские языки, в число которых входили португальский и арабский языки.

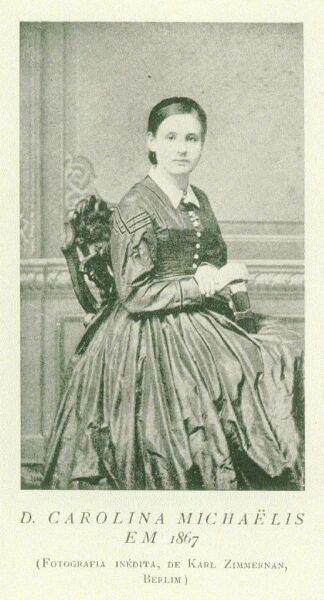
Каролина Вильгельма Михаэлиш де Вашконселуш (1867)

С 1867 года, то есть с 16 лет, начала публиковать статьи по испанской и итальянской филологии. Интерес к португальскому языку проявился позднее. Вскоре об эрудиции Каролины узнали европейские филологи. Выдающийся исследователь средневековой литературы Гастон Парис в письме к Каролине приходил к удивлению, как столь молодая 19-летняя особа обладает такими обширными знаниями, которые другим не удаётся освоить за 12—15 лет. В переписку с молодой немкой, живо интересовавшейся культурой и литературой Португалии, вступили Теофилу Брага, Алешандре Эркулану и другие. Способности к языкам позволили Каролине стать общепризнанной переводчицей в довольно молодые годы. В 1872 году была принята на работу в качестве переводчицы в МИД Германии, Отдел по связям со странами Пиренейского полуострова.
В 1876 году вышла замуж за Жуакина де Вашконселуша (Joaquim de Vasconcelos), музыковеда и историка искусств, уроженца города Порту. Брак был оформлен в Берлине, где Вашконселуш в то время учился. В том же году Каролина переехала в Порту. В 1877 году провела несколько месяцев в библиотеке Дворца Ажуда, где расшифровывала средневековый манускрипт «Песенника Ажуда». Тогда началась многолетняя кропотливая работа над первым научным изданием рукописи песенника. Труд длился 27 лет и завершился выходом комментированного двухтомника в 1904 году.
В 1911 году была приглашена для преподавания в Лиссабонский университет. Не желая покидать Порту, перевелась в ближе расположенный Коимбрский университет. В первом издании БСЭ ошибочно указано, что Каролина «занимала кафедру в Коимбрском университете», но в действительности была приглашённым профессором и приступила к преподаванию в Коимбре с января 1912 года, именно с того времени, когда там был создан филологический факультет. Преподавала в Коимбрском университете до февраля 1925 года.

## Научный вклад
Автор критических изданий произведений Камоэнса, Жила Висенте, Са де Миранды и работ об их творчестве, о литературе классицизма и романтизма, о различных аспектах португальской лингвистики. Библиография учёной содержит около 180 наименований. Кроме этого Вашконселуш завоевала известность и авторитет своими исследованиями поэзии трубадуров Пиренейского полуострова, критическим и комментированным изданием «Песенника Ажуда» и глоссария к нему.
В последний год жизни Вашконселуш возглавляла журнал «Лузитания».

## Признание
О научных заслугах Вашконселуш свидетельствуют присуждения почётных титулов, среди которых звание почётного доктора Фрайбургского (1893), Коимбрского (1916) и Гамбургского (1923) университетов. В 1901 году король Португалии Карлуш I наградил Вашконселуш орденом Святого Иакова и Меча. В 1912 году была принята в члены Лиссабонской академии наук, став в Португалии вместе с Марией Ваш де Карвалью первой женщиной-академиком.
К столетию со времени выхода фундаментального исследования «Песенника Ажуда» Каролины Михаэлиш де Вашконселуш в мае 2004 года в Сантьяго-де-Компостела был проведён конгресс «„Песенник Ажуда“, сто лет спустя» (O Cancioneiro da Ajuda, cen anos despois), а в следующем году был выпущен сборник статей.

## Избранные работы
- Poesias de Francisco de Sá de Miranda :  [порт.] / Edição feita sobre cinco manuscriptos ineditos e todas as edições impressas acompanhada de um estudo sobre o poeta, variantes, notas, glossario e um retrato por Carolina Michaëlis de Vasconcelos. — Halle : Max Niemeyer, 1885. — 16, CXXXVI, 949, [3] p. (1a ed. Halle, Max Niemeyer, 1880).
- História da Literatura Portuguesa, 1897.
- A infanta D. Maria de Portugal (1521—1577) e as suas damas :  [порт.] / Carolina Michaëlis de Vasconcellos. — 1.ª edição. — Porto : Typ. a vapor de A. J. de Souza & irmão, 1902. — 124 p.
- Cancioneiro da Ajuda (Volume 1. Cantigas). Halle, Max Niemeyer, 1904.
- Cancioneiro da Ajuda. Edição crítica e comentada (порт.). — Halle a. S: Max Niemeyer, 1904. — Vol. 2. — 1001 p.
- Dicionário Etimológico das Línguas Hispânicas.
- Estudos sobre o Romanceiro Peninsular: Romances Velhos em Portugal.
- As Cem Melhores Poesias Líricas da Língua Portuguesa, 1914.
- A Saudade Portuguesa : Divagoções Filológicas e Literar-Históricas em Volta de Inês de Castro e do Cantar Velho «¿Saudade minha — quando te veria?» :  [порт.] / Carolina Michaëlis de Vasconcelos. — Porto : Renascença Portuguesa, 1914. — 145 p.
- Notas Vicentinas: Preliminares de uma Edição Crítica das Obras de Gil Vicente, 1920—1922.
- Autos portugueses de Gil Vicente y de la Escuela Vicentina :  [порт.] / con una introducción de Carolina Michaëlis de Vasconcellos. — edición facsímil. — Madrid : Centro de Estudios Históricos, Junta para Ampliación de Estudios e Investigaciones Cientificas, 1922. — 129, [448] p.
- Glossário do Cancioneiro da Ajuda. — Lisboa: Livraria Clássica Editora, 1921.
- Introdução // Bernardim Ribeiro e Cristvão Falcão. Obras : Nova edição conforme a edição de Ferrara preparada e revista por Anselmo Braamcamp Freire e prefaciada por D. Carolina Michaëlis de Vasconcelos :  [порт.] : in 2 vol. / Bernardim Ribeiro / Anselmo Braamcamp Freire, Carolina Michaëlis de Vasconcellos. — 1.ª edição. — Coimbra : Imprensa da Universidade, 1923. — Vol. 1. — 322 p. — (Biblioteca de Escritores Portugueses). — 50 экз.
- Mil Provérbios Portugueses.

## Памятные названия
- Carolina Michaëlis — одна из центральных станций метро Порту.
- Escola Secundária Carolina Michaëlis — средняя общеобразовательная школа имени Каролины Михаэлиш расположена на улице Инфанты Донны Марии в Порту.